# Какушина
Какушина (укр. Какушина) — река и балка, впадающая в Карабашский лиман, расположенная на территории Березанского района (Николаевская область, Украина).

## География
Длина — 8,2 км. Площадь бассейна — 42,6 км². Долина изредка изрезана ярами и промоинами. На протяжении почти всей длины пересыхает, среднее и верхнее течение — наименее маловодное. Характерны весенние и летние паводки. Приустьевая часть балки занята солончаками и прибрежно-водной растительностью.
Берет начало севернее села Глубокое. Река и балка проходит в южном направлении. В устье балки образован Карабашский лиман, что южнее села Луговое. 
Притоки: (от истока к устью)
Населённые пункты (от истока к устью):
1. Глубокое
2. Луговое